# برنهارد فون نيهر
برنهارد فون نيهر (بالألمانية: Bernhard von Neher)‏ هو رسام ألماني، ولد في 16 يناير 1806 في بيبراخ آن در ريس في ألمانيا، وتوفي في 17 يناير 1886 في شتوتغارت في ألمانيا.